# Max Bodenheimer
Max Isidor Bodenheimer (em hebraico: מקס בודנהיימר) (Stuttgart, 12 de março de 1865 – 19 de julho de 1940) foi um advogado judeu e uma das principais figuras do sionismo alemão. Associado de Theodor Herzl, foi o primeiro presidente da Federação Sionista da Alemanha e um dos fundadores do Fundo Nacional Judaico. Após sua fuga da Alemanha nazista em 1933 e uma curta estadia na Holanda, ele se estabeleceu na Palestina em 1935.

## Biografia
Max Bodenheimer nasceu em 12 de março de 1865 em Stuttgart, em uma família judia assimilada. Entre 1884 e 1889, ele estudou nas universidades de Tübingen, Estrasburgo, Berlim e Freiburg.
Em 1890, ele se mudou para Colônia para começar a exercer advocacia. Em 1891, publicou seu primeiro artigo sionista no semanário "Die Menorah" (Hamburgo). Em Colônia, conheceu David Wolffsohn e os dois se tornaram amigos íntimos. Bodenheimer e Wolffsohn participaram de vários grupos e atividades sionistas em Colônia e também estabeleceram um grupo sionista chamado “Zion”. Nessa época, Bodenheimer iniciou correspondência com Theodor Herzl, e em 1893, ajudou a fundar a Jüdische Humanitätsgesellschaft.
Em 1896, casou-se com Rosa Dalberg e teve três filhos: Simon Fritz, professor de zoologia na Universidade Hebraica de Jerusalém; Henrietta Hannah, que escreveu uma biografia de seu pai; e Ruth, que se tornou advogada.
Quando morreu, as instituições nacionais hastearam as bandeiras a meio mastro e o presidente do Fundo Nacional Judaico, Menachem Ussishkin, prestou-lhe uma homenagem.

## Atividade sionista

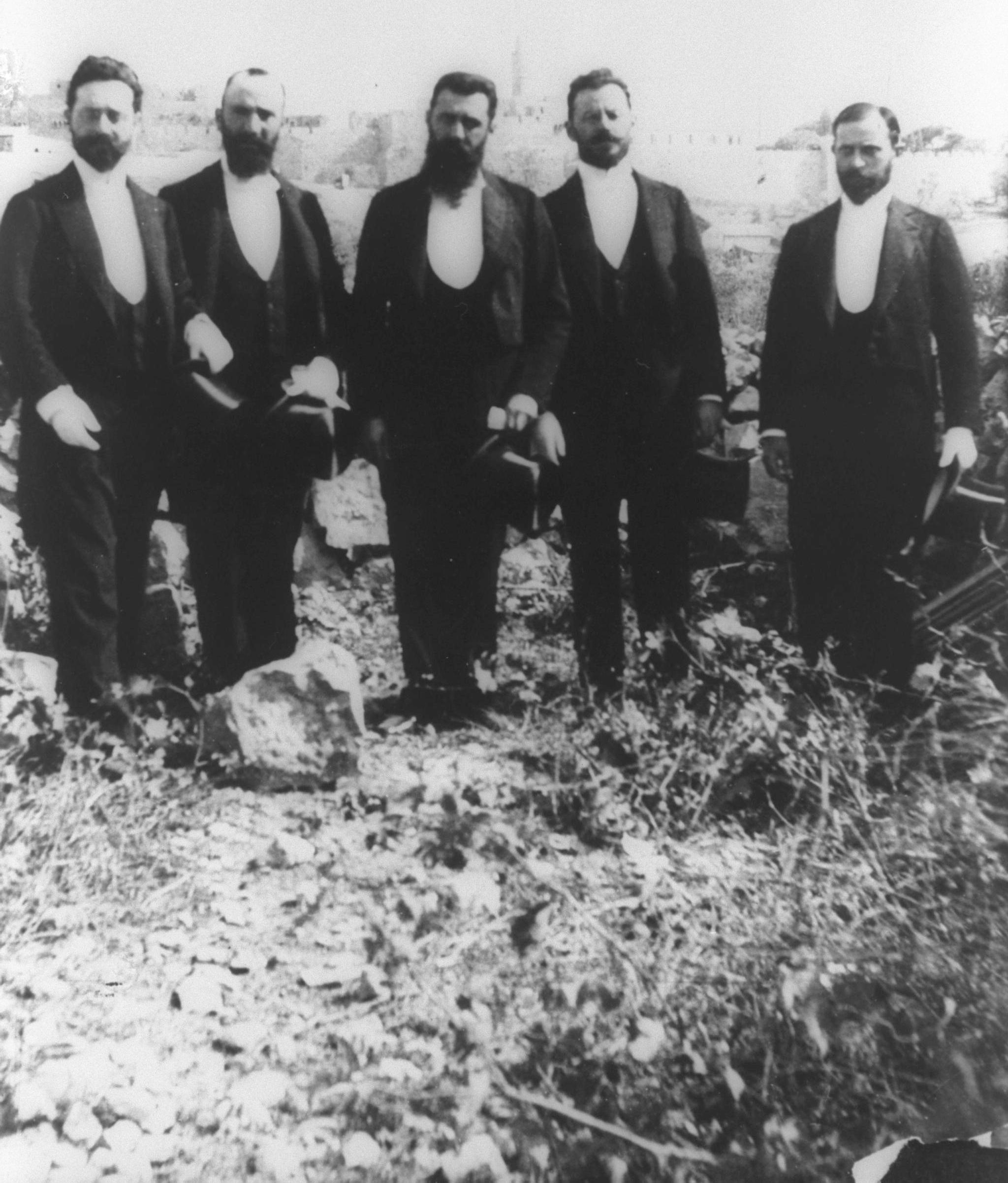
Delegação sionista em Jerusalém, 2 de novembro de 1898. Da esquerda para a direita: Max Bodenheimer, David Wolffsohn, Theodor Herzl, Moses Schnirer e Joseph Seidener.

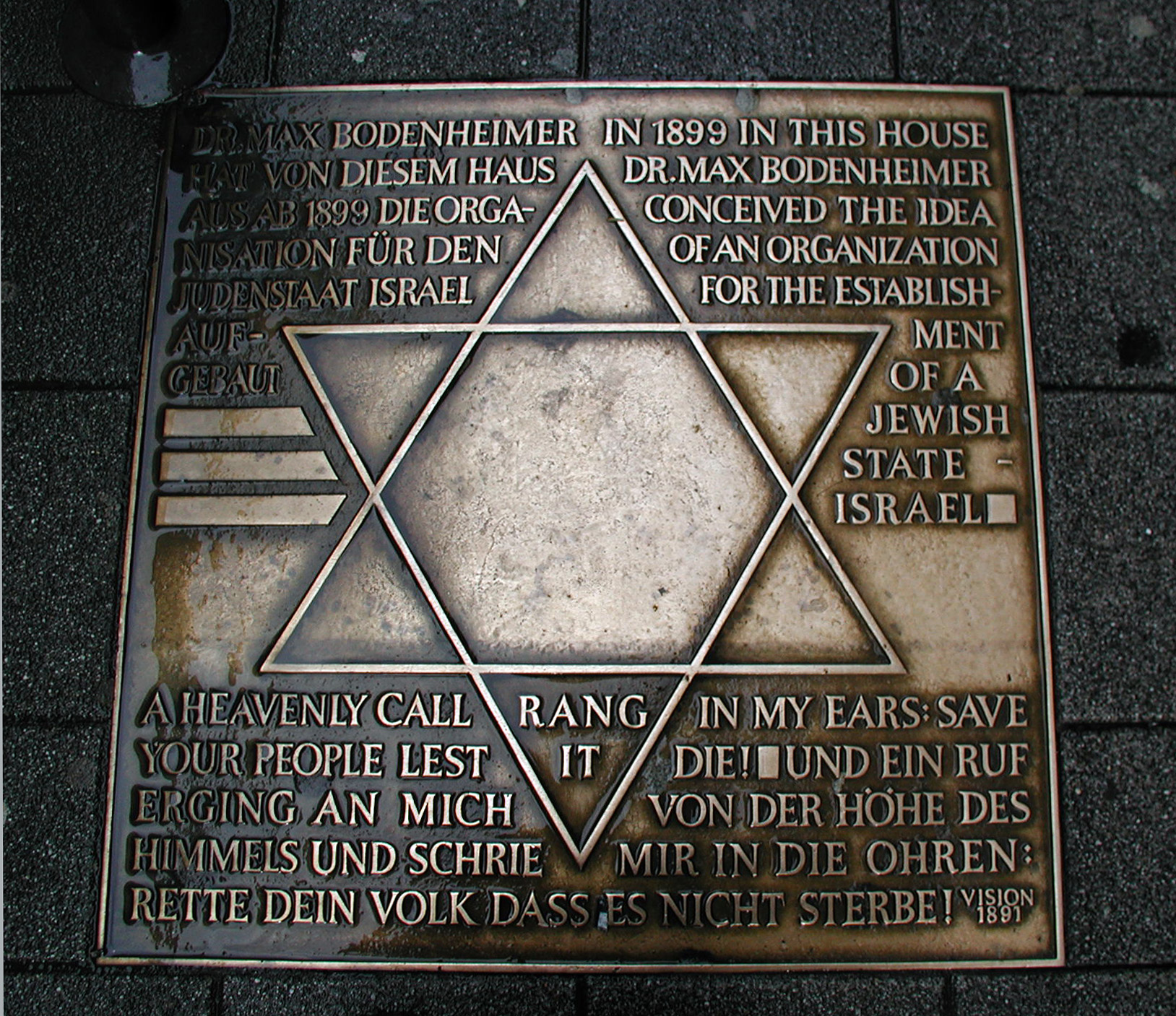
Placa em homenagem a Max Bodenheimer

Bodenheimer participou do Primeiro Congresso Sionista e foi eleito membro do Comitê de Ações Internas. Em 1898, visitou a Palestina como membro da delegação que acompanhou Herzl para se encontrar com o imperador alemão, Guilherme II. Bodenheimer participou dos Congressos Sionistas, ajudou a escrever a constituição do movimento sionista e do Fundo Nacional Judaico (JNF) e foi presidente do Conselho de Administração do JNF na Alemanha. Quando a Primeira Guerra Mundial estourou, ele mudou os escritórios do JNF de Colônia para Haia.
É provável que ele tenha concebido a proposta de uma Liga dos Estados da Europa Oriental, que seria um estado cliente alemão com cooperação judaica autônoma, mais tarde também conhecida como Judeopolonia.
Assim como outros veteranos do período Herzl, o status de Bodenheimer declinou após a Primeira Guerra Mundial, e ele não foi reeleito como membro do Conselho de Administração do JNF. Em agosto de 1929, juntou-se ao Partido Revisionista liderado por Zeev Jabotinsky. Bodenheimer compareceu ao 17º Congresso Sionista como representante do Partido Revisionista. Durante o Congresso, uma forte controvérsia surgiu entre a maioria e o partido revisionista a respeito do "objetivo final" do sionismo, e os revisionistas deixaram o Congresso. Este foi o último Congresso Sionista do qual Bodenheimer participou.
Em 1935, Bodenheimer imigrou para a Palestina e se estabeleceu em Jerusalém, onde começou a escrever suas memórias, e onde morreu, em julho de 1940.

## Obras
- Prelúdio a Israel. As memórias de MI Bodenheimer. editado por Henriette Hannah Bodenheimer, Nova York, Londres, Thomas Yoseloff, 1963.
- Bodenheimer, Max I. e Bodenheimer, Henriette Hannah, Die Zionisten und das Kaiserliche Deutschland, Bensbert, Schaeube Verlag, 1972.
- MI Bodenheimer, So wurde Israel: Aus der Geschichte der sionistischen Bewegung: Erinnerungen (herausgegeben von Henriette Hannah Bodenheimer), Frankfurt aM: Europäische Verlagsanstalt, 1958.
- Síria ein Zufluchtsort der Russischen Juden. Hamburgo, Verlag des Deutsch-Israelitischen Familienblattes 'Die Menorah', 1891.
- Max Bodenheimer (Bodmer): Em Sachen Jesu. Ein jüdisches Theaterstück über Leben und Tod des Nazareners. Neu herausgegeben und mit einem Nachwort versohen von Nathanael Riemer. Würzburg: Könighausen & Neumann, 2024.